# Sondrio
Sondrio är en stad och kommun i regionen Lombardiet, Italien och huvudort i provinsen Sondrio. Kommunen hade 21 590 invånare (2018) och gränsar till kommunerna Albosaggia, Caiolo, Castione Andevenno, Faedo Valtellino, Montagna in Valtellina, Spriana och Torre di Santa Maria.